# Jaworzyńska Przełęcz (Dolina Bystrej)
Jaworzyńska Przełęcz (1605 m) – przełęcz pomiędzy Kopą Magury (1704 m) a Jaworzyńską Czubą (ok. 1625 m) w polskich Tatrach Zachodnich. Jest to płaska i trawiasta przełęcz w grzbiecie odchodzącym na północny zachód od Kopy Magury (a dokładniej WNW) i oddzielającym Dolinę Kasprową od Jaworzynki. Trawiasto-kosówkowy stok opadający do doliny Jaworzynki nosi nazwę Gładkie. Jakieś 100 m poniżej przełęczy znajdują się w nim urwiste ścianki przecięte płytką i krętą depresją. Poniżej tych skałek znajduje się Jaskinia Magurska, która wbrew swojej nazwie nie znajduje się w Kopie Magury, lecz w Jaworzyńskiej Czubie.
Rejon przełęczy zbudowany jest ze skał wapiennych. Na przełęcz łatwo można wejść z obydwu tych dolin. Dawniej była wypasana, jej okolice przeszukiwali poszukiwacze skarbów, a później również poszukiwacze jaskiń. Obecnie jednak jest niedostępna turystycznie. Rejon przełęczy zbudowany jest ze skał wapiennych.